# Leptopelis bufonides
Leptopelis bufonides är en groddjursart som beskrevs av Schiøtz 1967. Leptopelis bufonides ingår i släktet Leptopelis och familjen Arthroleptidae. IUCN kategoriserar arten globalt som livskraftig. Inga underarter finns listade i Catalogue of Life.